# Solbakken-Sofienberg
Solbakken/Sofienberg är en tätort i Haldens kommun i Østfold fylke i sydöstra Norge. Orten ligger vid sidan av fylkesväg 220, på östra sidan av Iddefjorden, söder om staden Halden. Den omfattar bebyggelse i de båda sammanväxta orterna Solbakken och Sofienberg.
Tidigare har orten tillhört dåvarande Idds kommun.